# 죽대아재비속
죽대아재비속(-----屬, 학명: Streptopus 스트렙토푸스[*])은 백합과의 속이다. 여러해살이 초본식물 10여 종으로 이루어져 있으며, 한국에서는 죽대아재비, 왕죽대아재비와 금강애기나리 세 종이 자생한다. 백합과 식물 가운데 드물게 그늘에서 자란다.

## 하위 종
- 금강애기나리 S. ovalis (Ohwi) F.T.Wang & Y.C.Tang
- 왕죽대아재비 S. koreanus (Kom.) Ohwi
- 죽대아재비 S. amplexifolius (L.) DC.
- S. chatterjeeanus S.Dasgupta
- S. lanceolatus (Aiton) Reveal
- S. obtusatus Fassett
- S. × oreopolus Fernald
- S. parasimplex H.Hara & H.Ohashi
- S. parviflorus Franch.
- S. simplex D.Don
- S. streptopoides (Ledeb.) Frye & Rigg
  - S. streptopoides var. japonicus (Maxim.) Fassett